# Jacaena luteola
Espèce
Jacaena luteola est une espèce d'araignées aranéomorphes de la famille des Liocranidae.

## Distribution
Cette espèce est endémique du Guangdong en Chine,. Elle se rencontre dans le xian de Chao'an.

## Description
Le mâle holotype mesure 5,89 mm.

## Publication originale
- Mu & Zhang, 2020 : The genus Jacaena Thorell, 1897 from southern China (Araneae: Liocranidae). Zootaxa, no 4819(2), p. 335-348.